# Sunno
Sunno era un capo (dux) dei Franchi alla fine del IV secolo, che invase l'Impero romano nell'anno 388, quando l'imperatore di tutta la Gallia romana, l'usurpatore Magno Massimo era circondato ad Aquileia da Teodosio I.

## Storia
L'invasione è documentata da Gregorio di Tours, che cita l'opera ormai perduta di Sulpicio Alessandro. Secondo questo racconto, Marcomero, Sunno e Genebaldo invasero le province romane di Germania Inferiore e Belgica. Sfondarono il limes e uccisero molte persone, distrussero le terre più fruttuose e resero panico nella città di Colonia. Dopo questo raid il gruppo principale dei Franchi tornò oltre il fiume Reno con il bottino, mentre alcuni rimasero nei boschi belgi. Quando i generali romani Magno Massimo, Nannino e Quintino sentirono la notizia a Treviri, attaccarono le rimanenti forze franche e ne uccisero molte. Dopo di ciò, Quintino attraversò il Reno per punire i Franchi nel loro paese, tuttavia il suo esercito fu circondato e sconfitto. Alcuni soldati romani affogarono nelle paludi, altri furono uccisi dai Franchi, e pochi tornarono al loro impero.
Nannino e Quintino furono sostituiti da Carietto e Siro, che furono nuovamente affrontati da un attacco dei Franchi.
Più tardi, dopo la caduta di Magno Massimo, Marcomero e Sunno tennero un breve incontro sui recenti attacchi con il Franco Arbogaste, che era un generale (magister militum) nell'esercito romano. I Franchi consegnarono gli ostaggi, come di consueto, e Arbogaste tornò nei suoi alloggi invernali a Treviri.
Un paio di anni dopo, quando Arbogaste aveva preso il potere e l'esercito romano occidentale era quasi completamente nelle mani dei mercenari franchi, attraversò il Reno con un esercito romano. Marcomero fu avvistato con i Chatti e gli Ampsivari, ma i due non si incontrarono.
In seguito apprendiamo dal poeta Claudiano che Marcomero fu arrestato dai romani e bandito in una villa in Toscana. Sunno attraversò allora il Reno e cercò di imporsi come leader della banda di Marcomero, ma fu ucciso dal suo stesso popolo.

## Eventi successivi
Secondo il successivo Liber Historiae Francorum, Marcomero cercò di unire i Franchi dopo la morte di Sunno. Propose che i Franchi dovessero vivere sotto un solo re e propose suo figlio Faramondo per la regalità. Questa fonte non ci dice se Marcomero abbia avuto successo, ma da altre fonti potrebbe sembrare che Faramondo fosse considerato il primo re dei Franchi. Tuttavia, questo racconto della Liber Historiae Francorum non è accettato come storico da studiosi moderni come Edward James perché Marcomero è qui chiamato il figlio del re di Troia Priamo, e Sunno il figlio di Antenore, ovviamente impossibile perché Priamo e Antenore vissero centinaia di anni prima.